# 乔治·奥本
乔治·奥本（George Oppen，1908年4月24日—1984年7月7日）是一位美国诗人。
1930年代，奥本加入美國共產黨，并于1936年負責該黨在布鲁克林区的竞选，并帮助组织了纽约州的牛奶工人的罢工。 後來奥本对美国共产党感到失望，並參軍投入二戰歐洲戰場。他在马奇诺防线和阿登地区服役。他在德国巴特乌拉赫附近受了重伤。奥彭受伤后不久，他所在的师协助攻佔了位於莱希河畔兰茨贝格的集中营。他後來被授予紫心勋章并于1946年返回纽约。 
二戰結束後，由於自己曾經支持共產黨，害怕自己被约瑟夫·雷蒙德·麦卡锡打壓，因此他决定移居墨西哥。 不過他在墨西哥依然受到墨西哥当局和联邦调查局的监视。 1958年，美国政府允许他回到美国。
1969年，乔治·奥本贏得普利策诗歌奖。乔治·奥本晚年罹患阿爾茨海默病，他開始思维混乱、记忆力衰退。1984年7月7日，乔治·奥本在加利福尼亚州的一家疗养院因肺炎和阿尔茨海默病并发症去世。